# Angelo Teodoli
Angelo Teodoli (Roma, 1º gennaio 1956) è un dirigente d'azienda italiano.

## Biografia
La lunga gavetta in RAI dove Teodoli comincerà la scalata verso gli incarichi più importanti dell'azienda, nel 1983 comincia a lavorare a Rai 2 dove tra la fine degli anni Ottanta e l'inizio degli anni Novanta ne curerà il palinsesto, all'epoca i direttori furono Pio De Berti Gambini, Luigi Locatelli e Giampaolo Sodano. Nel 1996 diventa capostruttura di Rai 1 con delega ai palinsesti e alle promozioni, nel 2002 diventerà vicedirettore della rete che vedeva come direttore Fabrizio Del Noce.
Il 5 agosto 2009 lascia la rete ammiraglia per passare alla direzione palinsesti, durante la sua direzione nei primi mesi del 2011 denunciò la scomparsa dei palinsesti per la stagione autunnale dal suo ufficio. Il 29 novembre 2012 Teodoli, su proposta del direttore generale Luigi Gubitosi viene nominato all'unanimità nuovo direttore di Rai 2 prendendo il posto di Pasquale D'Alessandro.
L'inizio della sua direzione è stata caratterizzata dalla chiusura di Rai Boh, condotto da Francesco Facchinetti, dopo l'insuccesso della prima puntata (e le restanti puntate saranno smaltite in estate) inoltre la direzione di Teodoli è caratterizzata dall'esordio del talent show The Voice of Italy, dal ritorno della fiction Rex sulla seconda rete, da Tutto Dante e dall'aver riportato l'informazione in prima serata, seppur con un appuntamento speciale del talk show L'ultima parola nella settimana post-elettorale.
Con l'arrivo di Teodoli il pomeriggio della rete cambia, infatti su Rai 2 - reduce dall'insuccesso di Parliamone in famiglia condotto da Lorena Bianchetti - verrà lanciato il programma Detto fatto, riportando a distanza di tre anni Caterina Balivo in televisione. Dopo sei mesi dal suo arrivo riporterà l'informazione in prima serata su Rai 2 con l'approfondimento settimanale condotto da Nicola Porro, vicedirettore de Il Giornale e già conduttore televisivo di In onda su LA7, il nuovo programma si chiamerà Virus, il contagio delle idee.
Altre trasmissioni promosse sotto la sua direzione sono Divieto di sosta condotto da Chiara Lico e 2Next - Economia e Futuro, trasmissione di economia condotta da Annalisa Bruchi, Il Grande Cocomero condotto da Linus, Made in Sud, il programma comico condotto da Fatima Trotta e Gigi & Ross conquista la prima serata.
Il 18 febbraio 2016 passa alla direzione di Rai Gold, ovvero alla gestione dei canali Rai 4, Rai Movie e Rai Premium.
Dal 12 ottobre 2017 al 27 novembre 2018 è stato direttore di Rai 1.

## Controversie
Nel 2014, durante la sua direzione di Rai 2 scatenò molte polemiche la rimozione della fascia mattutina di cartoni animati ritenendoli, come affermato in un'intervista a TVBlog, di nicchia per la tv generalista e in seguito, durante la sua direzione di Rai 4, la rimozione della fascia anime sia delle 15:00 che della seconda serata nonostante gli ascolti ottimi della fascia anime fino a quel momento.
Altra cosa che suscitò polemiche è la rimozione del quiz televisivo Zero e lode!, andato in onda su Rai 1, ritenuto per lui "troppo giovane" per la rete.